# Anna Byczek
Anna Byczek (ur. 13 lipca 1979) – polska judoczka.
Była zawodniczka klubów: TS Gwardia Opole (1991-1998), KS AZS-AWF Wrocław (1999-2002). Brązowa medalistka zawodów pucharu świata w 1998 w Warszawie. Czterokrotna medalistka mistrzostw Polski seniorek: srebrna w 1999 w kat. do 48 kg oraz trzykrotna brązowa (1999 w kat. do 60 kg, 2000 i 2001 w kat. do 48 kg). Ponadto m.in. młodzieżowa mistrzyni Polski 2001 i mistrzyni Polski juniorek 2001.